# Daniel O'Neill (militar)
Daniel O'Neill (Castlereagh, c. 1612 - Whitehall, 24 de outubro de 1664) foi um oficial de exército, político e cortesão irlandês.

## Infância e juventude
O'Neill foi o filho mais velho do Con MacNiall O'Neill, lorde de Clandeboye, e sua esposa, Ellis (sobrinha paterna de Hugh O'Neill, II conde de Tyrone). Seu pai perdeu terreno após a derrota na Batalha de Kinsale, deixando de herança para O'Neill apenas uma pequena propriedade em 1619.